# Den fortabte søn
 For filmen af samme navn, se Den fortabte søn (film).
Den fortabte søn er en af de bedst kendte af Jesu lignelser. Den står i Lukasevangeliet fra Bibelens nye testamente (Lukas 15.11-32). Lignelsen er den tredje og sidste af tre om at miste noget og finde det igen (som det mistede får og den tabte mønt).

## Lignelse
Lignelsen fortæller om en ung mand, den yngste af to brødre, som beder sin far om at få udleveret den del af familiens ejendom, der tilkommer ham. Den unge mand rejser til et fremmed land og ødsler formuen væk på et udsvævende liv med spil og skøger. Hungersnød rammer landet, og han bliver kastet ud i en desperat forarmelse, så han må passe svin og endda til slut misunde svinene deres æde. Han beslutter sig da til at drage tilbage til sin far og skamfuldt bekende sine synder og arbejde som daglejer. Faren modtager den hjemvendte søn med glæde og iklæder ham det fineste tøj og holder en stor fest. Den tilbageblevne søn klager over forskelsbehandlingen, og at han i alle årene med hårdt arbejde aldrig er blevet således belønnet, hvortil faren svarer:
| „ | Mit barn, du er altid hos mig, og alt mit er dit. Men nu burde vi feste og være glade, for din bror her var død, men er blevet levende igen, han var fortabt, men er blevet fundet.« | “ |
|   | — Lukas 15.31-32 |   |

## Tilgivelsen, nåden og kærligheden
Lignelsen Den fortabte søn indgår i trilogien af lignelser fra Lukas kapitel 15, som omhandler tab og fund, Guds kærlighed og hans ubegrænsede nåde og tilgivelse. Således er faderens kærlighed og glæde ved at gense sin forsvundne søn et billede på Guds kærlighed og tilgivelse for hver eneste af menneskenes sønner, der vælger at forsage fortabelsen og søge tilbage til hans nåde. Faren (Gud), ikke sønnen, er på den vis hovedperson i lignelsen. Den ældre bror repræsenterer farisæeren, der tror at Guds kærlighed kan købes eller er betinget af opfyldelse af bestemte love. Men lignelsen fortæller, at Guds kærlighed er uafgrænset og betingelsesløs, og ingen er uden for rækkevidde uanset tidligere synder. Faren opfordrer storebroren til at tilslutte sig festlighederne for den fortabte søns tilbagekomst, men lignelsen slutter, inden vi får at vide, hvad han svarer, så det lægges op til læseren selv at fundere over, hvad han ville gøre i en lignende situation.
Lignelsen kan også læses som et billede på kærlighed. Således forsynder den ene søn, den fortabte søn, sig mod farens kærlighed, falder i fortabelse, men kommer tilbage og genfinder kærligheden; mens den anden søn heller ingen kærlighed har til faren, og hvis mekaniske opfyldelse af loven er et fattigt alternativt til kærlighed.

## Kunst
Lignelsen om den fortabte søn er en af de mest populære og mest anvendte lignelser i kirkens billedkunst. Lignelsen har været bearbejdet af mestre fra den tidlige middelalder, over renæssancen, den nordlige renæssance og op til nutiden. Som en detalje ses ofte, at kunstneren maler et portræt af sig selv som den fortabte søn. Fx Rembrandt (1606-69) Den fortabte søn i kroen (ca.1637 og Johannes Vermeer (1632-1675) Ruffersken, dateret (1656)